# Mordella vittata
Mordella vittata es una especie de coleóptero de la familia Mordellidae.

## Distribución geográfica
Habita en América del Norte.